# Вагітний
«Вагітний» (рос. Беременный) — російський комедійний фільм 2011 р. Саріка Андреасяна.

### Персонажі
- Дмитро Дюжев — Сергій Добролюбов, телеведучий каналу «Муз-ТВ», не користується на роботі успіхом. Після 2 років безуспішних спроб завести із жінкою дитину, загадує бажання «Хочу дитину», і незабаром помічає, що завагінтів. Жінка Діана, батьки, брат і найкращий друг Сергія дізнаються новину за вечерею в честь Дня захисників Вітчизни. За допомогою друга Жори Сергій запускає шоу «Вагітний», став його головною зіркою. Через свою популярність він забуває про сім'ю, друзів, і в якийсь момент перед ним постає вибір: йти далі по шляху «зірки» або все-таки залишитися «звичайним» чоловіком.
- Ганна Седокова — Діана Добролюбова, жінка Сергія, успішний московський фотограф. Протягом 2 років не може стати матір'ю. Дізнавшись про вагітність чоловіка, у відповідь на запитання «А батько хто?» Сергій каже «Ну якщо я мама, значить ти батько». Будучи жінкою вагітного чоловіка, Діана розуміє, як нелегко часом буває чоловіку поруч із жінкою «в положенні».
- Михайло Галустян — Жора, друг Сергія Добролюбова
- Вілле Хаапасало — режисер
- Дмитро Шаракоїс — доктор Тихонов
- Ходченкова Світлана Вікторівна — прокурор
- Дмитро Хрустальов
- Віктор Васильєв
- Людмила Артем'єва — мама Сергія
- Валентин Смірнітський — батько Сергія
- Вадим Такменєв — камео
- Тимур Соловйов — камео
- Микола Наумов — репортер
- Олександр Степанов — епізод

## Кінопрокат
Перший показ фільму відбувся 21 липня 2011 року в рамках 2-го Одеського кінофестивалю, організатори котрого попередили глядачів, що версія, показана на Одеському кінофорумі, ще не остаточна. 12 серпня на сайті компанії «Enjoy Movies» був оголошений конкурс, переможці котрого могли відвідати ексклюзивний допрем'єрний показ фільму, котрий відбувся 24 серпня. До початку загальноросійського прокату комедії, 8 вересня, пройшли її прем'єри в Києві, Москві і Ростові-на-Дону.

## Саундтрек
- Ганна Сєдокова — «Космос»
- Дмитро Дюжев — «Я у того порога»[5]